# Zielona Góra
Zielona Góra [ʑelɔna Gura] (tiếng Đức: Grünberg ở Schlesien) là một thành phố trong tỉnh Lubusz, ở phía tây Ba Lan, với dân số 117.557 người trong giới hạn thành phố (tháng 6 năm 2009) và 294.000 cư dân trong khu vực đô thị, bao gồm ba quận lân cận (2005).
Zielona Góra đã thuộc tỉnh Lubusz từ năm 1999, trước khi mà nó là thủ phủ của tỉnh Zielona Góra. Tên của thành phố, trong cả hai Ba Lan và Đức, có nghĩa là "núi xanh". 